# Alva B. Adams

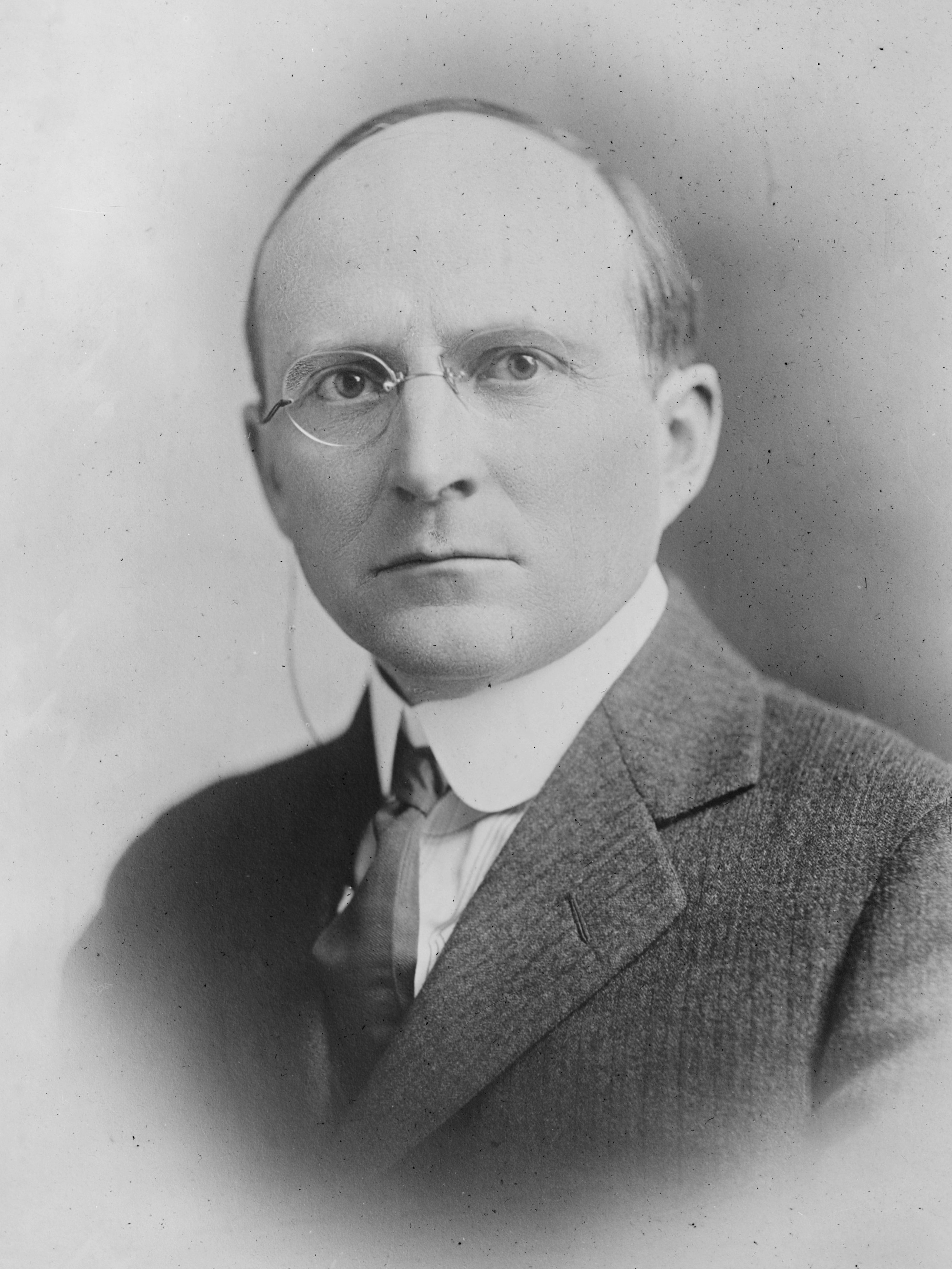
Alva B. Adams

Alva Blanchard Adams (* 29. Oktober 1875 in Del Norte, Rio Grande County, Colorado; † 1. Dezember 1941 in Washington D.C.) war ein US-amerikanischer Politiker. Er vertrat als demokratischer Abgeordneter von 1923 bis 1925 und von 1933 bis 1941 den Bundesstaat Colorado im US-Senat.

## Leben
Adams, Sohn des gleichnamigen Politikers Alva Adams (1850–1922) absolvierte Studien an der Phillips Academy (Abschluss 1893), der Yale University (1896) und der Columbia Law School (1899). Seine Laufbahn als Jurist begann 1909, als er Bezirksstaatsanwalt im Pueblo County in Colorado wurde.
Im Ersten Weltkrieg diente Adams zwischen 1918 und 1919 im Rang eines Majors beim Judge Advocate General’s department. 1923 zog er als Nachfolger des verstorbenen Samuel D. Nicholson in den US-Senat ein. Er starb 1941 während seiner zweiten Amtszeit in Washington an einem Herzinfarkt.
Nach ihm benannt wurde der Alva B. Adams-Tunnel, der unter dem Rocky Mountain National Park hindurchführt.